# Ері Оттерс
«Ері Оттерс» (англ. Erie Otters) — американський молодіжний хокейний клуб, що представляє місто Ері, штат Пенсільванія. Команда виступає у середньозахідному дивізіоні західної конференції хокейної ліги Онтаріо. Домашнім майданчиком «видр» є Ері Інсуранс Арена, котра здатна вмістити до 5,5 тис. вболівальників.

## Історія
Історія франшизи почалася в середині минулого століття, коли була створена команда «Гамільтон Тайгер Кьюбс». Наступні десятиліття клуб неодноразово змінював як свою назву, так і місце прописки. Нарешті в 1996 році команда «Ніагара-Фоллс Тандер» переїхала в американський штат Пенсільванія, де і був створений клуб «Ері Отерс».
На новому місці команда отримала солідну вболівальницьку підтримку: в середньому на домашніх матчах «Отерс» присутні більше 3,5 тисяч фанів.
За 17 сезонів, проведених в ОХЛ, «видри» лише одного разу зуміли виграти кубка Робертсона (трофей, що вручається найкращій команді ОХЛ), у 2002 році. Того ж року команда брала участь у розіграші Меморіального кубку, однак поступилася на стадії півфіналу.

## Результати по сезонах
Скорочення: І = Ігри, В = Виграші, Н = Нічиї, П = Поразки, ПО = Поразки не в основний час гри, ГЗ = Голів забито, ГП = Голів пропущено, О = Очки
| Сезон     | Ліга | І  | В  | Н  | П  | ПО | ГЗ  | ГП  | О   | Місце     | Плей-оф                            |
| 1996-1997 | ОХЛ  | 66 | 23 | 7  | 36 | -  | 240 | 260 | 53  | 13-е з 17 | Програш в чвертьфіналі дивізіону   |
| 1997-1998 | ОХЛ  | 66 | 33 | 5  | 25 | 3  | 261 | 252 | 74  | 9-е з 18  | Програш в чвертьфіналі дивізіону   |
| 1998-1999 | ОХЛ  | 68 | 31 | 4  | 33 | -  | 271 | 297 | 66  | 12-е з 20 | Програш в чвертьфіналі конференції |
| 1999-2000 | ОХЛ  | 68 | 33 | 4  | 28 | 3  | 224 | 229 | 73  | 10-е з 20 | Програш в півфіналі конференції    |
| 2000-2001 | ОХЛ  | 68 | 45 | 10 | 11 | 2  | 264 | 171 | 102 | 1-е з 20  | Програш у фіналі конференції       |
| 2001-2002 | ОХЛ  | 68 | 41 | 4  | 22 | 1  | 246 | 218 | 87  | 4-е з 20  | Чемпіони                           |
| 2002-2003 | ОХЛ  | 68 | 24 | 6  | 35 | 3  | 181 | 248 | 57  | 17-е з 20 |                                    |
| 2003-2004 | ОХЛ  | 68 | 29 | 6  | 26 | 7  | 221 | 212 | 71  | 10-е з 20 | Програш в півфіналі конференції    |
| 2004-2005 | ОХЛ  | 68 | 31 | 6  | 26 | 5  | 186 | 207 | 73  | 11-е з 20 | Програш в чвертьфіналі конференції |
| 2005-2006 | ОХЛ  | 68 | 26 | -  | 35 | 7  | 219 | 266 | 59  | 17-е з 20 |                                    |
| 2006-2007 | ОХЛ  | 68 | 15 | -  | 50 | 3  | 209 | 378 | 33  | 20-е з 20 |                                    |
| 2007-2008 | ОХЛ  | 68 | 18 | -  | 46 | 4  | 206 | 343 | 40  | 19-е з 20 |                                    |
| 2008-2009 | ОХЛ  | 68 | 34 | -  | 29 | 5  | 233 | 239 | 73  | 11-е з 20 | Програш в чвертьфіналі конференції |
| 2009-2010 | ОХЛ  | 68 | 33 | -  | 28 | 7  | 257 | 259 | 73  | 11-е з 20 | Програш в чвертьфіналі конференції |
| 2010-2011 | ОХЛ  | 68 | 40 | -  | 26 | 2  | 281 | 227 | 82  | 9-е з 20  | Програш в чвертьфіналі конференції |
| 2011-2012 | ОХЛ  | 68 | 10 | -  | 52 | 6  | 169 | 338 | 26  | 20-е з 20 |                                    |
| 2012-2013 | ОХЛ  | 68 | 19 | -  | 40 | 9  | 206 | 312 | 47  | 19-е з 20 |                                    |
| 2013-2014 | ОХЛ  | 68 | 52 | -  | 14 | 2  | 312 | 170 | 106 | 2-е з 20  | Програш у фіналі конференції       |

## Гравці

### Найвідоміші хокеїсти
- Бред Бойс
- Карло Колаяково
- Тім Коннолі
- Стів Монтадор
- Нік Палмьєрі
- Кріс Кемполі
- Стівен Валікет
- Майкл Рапп
- Раєн О'Райллі

### Номери, що не використовуються
- 16 — Бред Бойс, нападник (1998-2002, 233 матчі).
- 18 — Вінс Скотт, нападник (2003-2007, 202 матчі). Виведено з обігу 2010 року[4]

### Український слід
За роки існування команди, за неї виступали двоє українців. Харків'янин Павло Штефан зіграв у складі «Ері» 18 поєдинків у сезоні 2000-2001 років. Інший українець, киянин Олександр Караульщук, провів в «Отерс» три повних сезони з 2001 по 2004 роки.